# Paguritta harmsi
Paguritta harmsi is een tienpotigensoort uit de familie van de Paguridae. De wetenschappelijke naam van de soort is voor het eerst geldig gepubliceerd in 1935 door Gordon.